# Perrine Monogatari
История Перрин (яп. ペリーヌ物語 Пэри:ну моногатари, The Story of Perrine) — аниме, созданное на студии Nippon Animation и выпущенное в 1978 году. Снято на основе французского романа «В семье» Гектора Мало. Является частью серии «Театр мировых шедевров».

## Сюжет
Перрин — дочь отца-француза и матери-полуиндианки. Перед смертью отец просит свою жену и Перрин вернуться к своим родным, однако им не хватает денег на поездку. У Перрин появляется идея использовать старую камеру и продавать портреты жителям деревни, но в пути её мама тяжело заболевает и умирает, а Перрин приходится, самой преодолевая трудности, добираться до дедушки.